# Braknica
Braknica (bułg. Бракница) – wieś w Bułgarii, w obwodzie Tyrgowiszte, w gminie Popowo. W 2024 roku liczyła 25 mieszkańców.